# Hjortstamia amethystea
Hjortstamia amethystea är en svampart som först beskrevs av Hjortstam & Ryvarden, och fick sitt nu gällande namn av Boidin & Gilles 2003. Hjortstamia amethystea ingår i släktet Hjortstamia och familjen Phanerochaetaceae.   Inga underarter finns listade i Catalogue of Life.